# Natação no Campeonato Europeu de Esportes Aquáticos de 2014 - 200 m costas masculino
A prova dos 200 metros costas masculino da natação no Campeonato Europeu de Esportes Aquáticos de 2014 ocorreu nos dias 22 e 23 de agosto em Berlim, na Alemanha. 

## Calendário
| Fase          | Data         | Hora  |
| ------------- | ------------ | ----- |
| Eliminatórias | 22 de agosto | 09:36 |
| Semifinal     | 22 de agosto | 19:07 |
| Final         | 23 de agosto | 17:06 |

Todos os horários estão no horário local (UTC+1)

## Recordes
Antes desta competição, os recordes eram os seguintes:
| Recorde mundial       | Aaron Peirsol    | 1:51.92 | Roma      | 31 de julho de 2009 |
| Recorde europeu       | Radosław Kawęcki | 1:54.24 | Barcelona | 2 de agosto de 2013 |
| Recorde do campeonato | Radosław Kawęcki | 1:55.28 | Debrecen  | 26 de maio de 2012  |

## Medalhistas
| Ouro                   | Prata                  | Bronze            |
| Radosław Kawęcki (POL) | Christian Diener (GER) | Gábor Balog (HUN) |

## Resultados

### Eliminatórias
Esses foram os resultados das eliminatórias. 
| Pos. | Bateria | Raia | Nadador                  | Nacionalidade | Tempo   | Notas |
| ---- | ------- | ---- | ------------------------ | ------------- | ------- | ----- |
| 1    | 3       | 4    | Péter Bernek             | Hungria       | 1:58.45 | Q     |
| 2    | 3       | 3    | Christian Diener         | Alemanha      | 1:58.74 | Q     |
| 3    | 3       | 5    | Jan-Philip Glania        | Alemanha      | 1:58.91 | Q     |
| 4    | 2       | 3    | Luca Mencarini           | Itália        | 1:59.47 | Q     |
| 5    | 4       | 6    | Yakov Toumarkin          | Israel        | 1:59.94 | Q     |
| 6    | 4       | 4    | Radosław Kawęcki         | Polónia       | 1:59.94 | Q     |
| 7    | 3       | 2    | Mattias Carlsson         | Suécia        | 2:00.00 | Q     |
| 8    | 4       | 2    | Benjamin Stasiulis       | França        | 2:00.06 | Q     |
| 9    | 2       | 5    | Gábor Balog              | Hungria       | 2:00.14 | Q     |
| 10   | 2       | 6    | Eric Ress                | França        | 2:00.36 | Q     |
| 11   | 1       | 6    | Ivan Trofimov            | Rússia        | 2:00.38 | Q     |
| 12   | 4       | 3    | Danas Rapšys             | Lituânia      | 2:00.95 | Q     |
| 13   | 4       | 5    | Christopher Ciccarese    | Itália        | 2:00.96 | Q     |
| 14   | 2       | 1    | Dávid Verrasztó          | Hungria       | 2:00.97 |       |
| 15   | 3       | 7    | Roman Dmytriyev          | Chéquia       | 2:01.13 | Q     |
| 16   | 4       | 1    | Axel Pettersson          | Suécia        | 2:01.20 | Q     |
| 17   | 2       | 4    | Andrey Shabasov          | Rússia        | 2:01.48 | Q     |
| 18   | 4       | 7    | Pedro Oliveira           | Portugal      | 2:02.02 |       |
| 19   | 2       | 7    | Sergiy Varvaruk          | Ucrânia       | 2:02.12 |       |
| 20   | 2       | 0    | Dmitry Gorbunov          | Rússia        | 2:02.98 |       |
| 21   | 3       | 9    | David Gamburg            | Israel        | 2:03.50 |       |
| 22   | 4       | 0    | Teo Kolonić              | Croácia       | 2:03.54 |       |
| 23   | 4       | 8    | Nils van Audekerke       | Bélgica       | 2:03.70 |       |
| 24   | 3       | 1    | Lander Hendrickx         | Bélgica       | 2:03.87 |       |
| 25   | 4       | 9    | Boris Kirillov           | Azerbaijão    | 2:03.90 |       |
| 26   | 2       | 9    | David Kunčar             | Chéquia       | 2:03.96 |       |
| 27   | 1       | 3    | Martin Zhelev            | Bulgária      | 2:03.97 |       |
| 28   | 3       | 8    | Elijah Stolz             | Suíça         | 2:04.04 |       |
| 29   | 3       | 0    | Jean-François Schneiders | Luxemburgo    | 2:04.32 |       |
| 30   | 2       | 8    | Marko Krce-Rabar         | Croácia       | 2:04.42 |       |
| 31   | 1       | 4    | Gytis Stankevičius       | Lituânia      | 2:04.62 |       |
| 32   | 2       | 2    | Nikita Ulyanov           | Rússia        | 2:06.19 |       |
| 33   | 1       | 2    | Doruk Tekin              | Turquia       | 2:07.14 |       |
| —    | 1       | 5    | Max Litchfield           | Reino Unido   |         | DNS   |
| —    | 3       | 6    | Federico Turrini         | Itália        |         | DNS   |

### Semifinal
Esses foram os resultados das semifinais. 
Semifinal 1
| Pos. | Raia | Nadador            | Nacionalidade | Tempo   | Notas |
| ---- | ---- | ------------------ | ------------- | ------- | ----- |
| 1    | 5    | Luca Mencarini     | Itália        | 1:58.16 | Q     |
| 2    | 7    | Danas Rapšys       | Lituânia      | 1:58.21 | Q     |
| 3    | 4    | Christian Diener   | Alemanha      | 1:58.37 | Q     |
| 4    | 6    | Benjamin Stasiulis | França        | 1:58.46 | Q     |
| 5    | 3    | Yakov Toumarkin    | Israel        | 1:58.83 |       |
| 6    | 2    | Eric Ress          | França        | 1:59.14 |       |
| 7    | 8    | Andrey Shabasov    | Rússia        | 2:00.05 |       |
| 8    | 1    | Roman Dmytriyev    | Chéquia       | 2:01.45 |       |

Semifinal 2
| Pos. | Raia | Nadador               | Nacionalidade | Tempo   | Notas |
| ---- | ---- | --------------------- | ------------- | ------- | ----- |
| 1    | 3    | Radosław Kawęcki      | Polónia       | 1:57.35 | Q     |
| 2    | 4    | Péter Bernek          | Hungria       | 1:57.41 | Q     |
| 3    | 2    | Gábor Balog           | Hungria       | 1:57.97 | Q     |
| 4    | 5    | Jan-Philip Glania     | Alemanha      | 1:58.21 | Q     |
| 5    | 6    | Mattias Carlsson      | Suécia        | 2:00.19 |       |
| 6    | 1    | Christopher Ciccarese | Itália        | 2:00.20 |       |
| 7    | 7    | Ivan Trofimov         | Rússia        | 2:01.93 |       |
| 8    | 8    | Axel Pettersson       | Suécia        | 2:01.98 |       |

### Final
Esse foi o resultado da final. 
| Pos.              | Raia | Nadador            | Nacionalidade | Tempo   | Notas |
| ----------------- | ---- | ------------------ | ------------- | ------- | ----- |
| Medalha de ouro   | 4    | Radosław Kawęcki   | Polónia       | 1:56.02 |       |
| Medalha de prata  | 1    | Christian Diener   | Alemanha      | 1:57.16 |       |
| Medalha de bronze | 3    | Gábor Balog        | Hungria       | 1:57.42 |       |
| 4                 | 5    | Péter Bernek       | Hungria       | 1:57.47 |       |
| 5                 | 2    | Danas Rapšys       | Lituânia      | 1:57.68 |       |
| 6                 | 8    | Benjamin Stasiulis | França        | 1:58.30 |       |
| 7                 | 7    | Jan-Philip Glania  | Alemanha      | 1:58.84 |       |
| 8                 | 6    | Luca Mencarini     | Itália        | 1:58.92 |       |

Legenda
| Recorde mundial       | Recorde mundial (World record)               |                       | Recorde africano                      | Recorde africano (African) |                                           | Q | Classificado por posição (Qualified) |
| Recorde do campeonato | Recorde do campeonato (Championship record)  | Recorde da América    | Recorde da América (Americas)         | q                          | Classificado por melhor tempo (Qualified) |   |                                      |
| Melhor marca do ano   | Melhor marca do ano (World leading)          | Recorde asiático      | Recorde asiático (Asian)              | DNS                        | Não largou (Did not start)                |   |                                      |
| Recorde nacional      | Recorde nacional (National record)           | Recorde europeu       | Recorde europeu (European)            | DNF                        | Não terminou (Did not finish)             |   |                                      |
| Recorde pessoal       | Recorde pessoal do atleta (Personal best)    | Recorde da Oceania    | Recorde da Oceania (Oceania)          | DSQ / DQ                   | Desclassificado (Disqualified)            |   |                                      |
| Recorde da temporada  | Recorde da temporada do atleta (Season best) | Recorde sul-americano | Recorde sul-americano (South America) | NM                         | Sem marca (No mark)                       |   |                                      |